# Mortification (groupe)
Pour la pratique religieuse, voir Mortification.
Mortification est un groupe australien de metal extrême chrétien, originaire du quartier de Moorabbin, à Melbourne, Victoria. À l'origine nommé Lightforce et jouant du heavy metal, le groupe a changé de nom et de style en 1987 en empruntant un style de chant grunt pour la plupart de ses chansons.
Ils atteignent le succès grâce à l'album Blood World en 1994, et sont très bien accueilli pour l'album EnVision EvAngelene. Malgré le manque de succès commercial ou de reconnaissance du grand public, « le groupe, en quête de musique extrême, sont en quelque sorte des superstars de la 'scène metal blanche' et le groupe est décrit comme 'une légende de la scène death metal'. » À la fin de 1996, Rowe est diagnostiqué d'une leucémie aiguë lymphoblastique et met 18 mois à se remettre. Mortification publie son dixième album, Triumph of Mercy en août 1998 et fait une tournée en Amérique du Nord.

## Biographie

### Débuts
En 1987, le bassiste et chanteur Steve Rowe forme le groupe de power metal Lightforce avec Murray Adams à la guitare, Steve Johnson au chant et Errol Willenberg à la batterie. Le groupe joue dans la scène metal locale et signe avec le label américain, Pure Metal Records pour la sortie de son premier album, Mystical Thieves en mai 1989. Ils jouent en soutien au groupe de glam metal chrétien Stryper à leur tournée australienne en 1989. En 1990, Rowe commence à jouer de la musique heavy chrétienne et est rejoint par le batteur Jayson Sherlock et le guitariste Cameron Hall sous le nom de LightForce pour enregistrer la démo, Break the Curse. Le groupe s'oriente musicalement vers thrash metal accompagné d'éléments de death metal, et se rebaptise Mortification après l'arrivée de Michael Carlisle à la guitare. Selon Rowe, le nom vient de la Bible du roi Jacques. Break the Curse est publié en 1991 comme deuxième album de Mortification.
Au début de 1991, ils publient leur premier album éponyme au label chrétien américain Intense Records. L'orientation musicale change de nouveau. La plupart des chansons sont reprises de la démo Break the Curse, mais le groupe a modifié les parties à la guitare, et l'atmosphère des chansons sont plus sombres. Selon AllMusic, le groupe « fournit une alternative positive à des groupes de death metal traditionnel comme Carcass, Death, et Obituary. Grâce à leur album éponyme, Mortification gagne rapidement en popularité dans leur pays natal en Australie et devient ainsi le groupe le plus agressif et rapide aux alentours. »
En 1992, le groupe signe avec le label allemand Nuclear Blast Records, qui a déjà signé de nombreux groupes européens. Mortification publie son troisième album, Scrolls of the Megilloth, qui est très bien accueilli par la presse metal chrétienne. La formation joue du death metal rapide avec quelques éléments de doom metal dans certaines chansons. Selon AllMusic, l'album comprend « les chants les plus effrayants jamais enregistrés. » Une compilation vidéo, intitulée Grind Planets, qui comprend tous les clips de Mortification tournés par Neil Johnson, est également publiée.
Le groupe publie ensuite son nouvel album Post Momentary Affliction. Jayson Sherlock joue son dernier concert avec le groupe au Black Stump Festival '93, et le concert est enregistré puis publié en formats VHS et DVD sous le titre de Live Planetarium.

### Succès commercial
Le groupe publie un nouvel album en 1994 intitulé Blood World. Ils s'orientent vers le groove/thrash accompagné d'éléments de metal classique et de punk hardcore plutôt que vers du death metal. Phil et Michael quittent le groupe. Blood World est bien accueilli en Amérique et en Europe. Le Horror Infernal Magazine attribue à l'album une note de 13 sur 13. 1994 assiste à la fondation du label de Steve, Rowe Productions. Also, Break the Curse est remixé et réédité chez Nuclear Blast Records accompagné d'une chanson bonus, Butchered Mutilation. Avec de nombreux amis, Steve enregistre l'album Primitive Rhythm Machine est publié en 1995. Il suit d'un best-of intitulé The Best of Five Years.
En 1996, Steve Rowe lance des recherches pour un nouveau chanteur et un nouveau guitariste. La batterie est endossée par Keith Bannister, qui deviendra chrétien pendant la première tournée de Mortication en 1990. Il apprend à jouer de la batterie pendant la tournée de Mortification. Plus tard, ils enregistrent l'album EnVision EvAngelene. Deux EPs live sont aussi publiés, Noah Sat Down and Listened to the Mortification Live EP While Having a Coffee et Live without Fear.

### Diagnostic de Rowe
À la fin de 1996, Steve Rowe est diagnostiqué d'une leucémie aiguë lymphoblastique, et se remet sur pied après 18 mois de convalescence. Peu après, Mortification enregistre son dixième album, Triumph of Mercy, et le publie en août 1998. Il est publié chez Rowe Productions aux États-Unis, et Nuclear Blast en Europe. Il suit d'une tournée nord-américaine.
1999 assiste à la sortie de l'album Hammer of God, qui mêle thrash et groove. La formation du groupe se compose de Rowe, Keith Bannister à la batterie, Lincoln Bowen à la guitare. Ils se lancent en tournée européenne en soutien à Hammer of God. En 2000, Mortification publie un album live, enregistré au Black Stump Festival en 1999, intitulé 10 Years Live Not Dead. Keith Bannister quitte le groupe et est remplacé par le batteur Adam Zaffarese. Cette formation publie l'album The Silver Cord is Severed en 2000, puis part dans une tournée internationale. À la fin de 2000, Lincoln Bowen part et le groupe se sépare, menant ainsi une fin de Mortification. Cependant, les choses changent avec l'arrivée des guitaristes Jeff Lewis et Mick Jelinic. Ils publient en 2002 l'album Relentless.

### Retour aux racines death/thrash
2004 assiste à la sortie de Brain Cleaner, avec le batteur Mike Forsberg. En 2006, Mortification publie un nouvel album intitulé Erasing the Goblin. Au début de 2008, les neuf premiers albums du groupe sont réédités chez Metal Mind Productions.
Le 6 juin, la venue d'un nouvel album de Mortification est annoncée en 2009. Le 5 août, le groupe annonce une démo pour l'album. Le 4 février, Rowe annonce le titre de l'album, The Evil Addiction Destroying Machine et sa sortie en juin.
En 2016, Rowe révèle son intention de publier Post Momentary Affliction en format vinyle.

## Membres

### Membres actuels
- Steve Rowe – chant, basse (depuis 1990)
- Lincoln Bowen – guitares solo et rythmique, chœurs (1996–2001, depuis 2011)
- Andrew Esnouf – batterie (depuis 2011)

### Anciens membres
- Cameron Hall – guitare rythmique (1990)
- Jayson Sherlock – batterie, chœurs (1990–1993)
- Michael Carlisle – guitare solo, chœurs (1991–1994)
- Phil Curlis–Gibson – drums (1993-1994)
- George Ochoa – guitare rythmique, claviers (1994–1996)
- Keith Bannister – batterie, chœurs (1996–1999)
- Adam Zaffarese – batterie (2000–2003, 2008–2011)
- Jeff Lewis – guitare rythmique (2002)
- Michael Jelinic – guitare solo (2002–2011)
- Mike Forsberg – batterie (2003–2005)
- Damien Percy – batterie (2005–2008)
- Dave Kilgallon – batterie (2008)
- Troy Dixon – guitare (2011)
- Jason Campbell – guitare rythmique, chant (1995)
- Dave Kellogg – guitare solo (1995)
- Josh Rivero – guitare (1995)
- Bill Rice – batterie (1995)